# Mårslet
Mårslet er en stationsby umiddelbart syd forAarhus i Østjylland med 5.146 indbyggere  (2024), beliggende i Mårslet Sogn. Byen er en del af Aarhus Kommune og hører til Region Midtjylland.

## Historie
I tidligste kilder omtales stedet som Mordslet. 
Mårslet landsby bestod i 1682 af 13 gårde, 5 huse med jord og 4 huse uden jord. Det samlede dyrkede areal udgjorde 530,4 tønder land skyldsat til 84,54 tønder hartkorn. Dyrkningsformen var tovangsbrug (2 vange med rotationen 4/4 + 1 sås årligt).
Den oplevede som landsby sin første kraftige vækstperiode efter anlæg af Hads-Ning Herreders Jernbane (Odderbanen) mellem Aarhus og Odder i 1884.
Indtil kommunalreformen 1. april 1970 var Mårslet en selvstændig sognekommune.

## Økonomi og transport
Mårslet er er af de områder i Østjylland med den højeste gennemsnitlige husstandsindkomst. I nyere tid har Mårslet oplevet en kraftig tilvækst af nye boliger især af tilflyttere fra Aarhus. Tilvæksten har givet trafikale problemer med stor trafik gennem centrum især i myldretiden. De fleste boligformer er repræsenteret i Mårslet.
Odderbanen går igennem Mårslet fra vest til øst. Oprindeligt var banen en privatbane, men efter en ombygningsperiode fra 2016 til 2018 blev de tidligere tog afløst af Aarhus Letbane. Letbanelinjen L2 standser ved trinbrættet Mølleparken samt ved Mårslet Station. Strækningen betjenes af to tog pr. time og retning på hverdage og lørdage, og ét tog pr. time og retning om aftenen og på søndage. På hverdage suppleres driften af to ekstra tog pr. time og retning, som har Mårslet som endestation. På grund af udfordringer med driften på den enkeltsporede jernbane, standser disse tog dog ikke ved Mølleparken. Turen til Aarhus Hovedbanegård tager 23 minutter, mens rejsetiden til Odder er 18 minutter.
Desuden betjenes byen af bybuslinje 16, som forbinder Mårslet med Mejlby. Bussen kører igennem byen fra nord til syd med i alt 8 stoppesteder. Endestationen er i villakvarteret ved Nymarks Allé. Turen til Park Allé (ved Aarhus Hovedbanegård) tager 29 minutter.

## Foreningsliv
Mårslet Fællesråd er en paraplyorganisation for alle foreninger i byen. Fællesrådet arbejder med at fastholde, fremme og koordinere lokalområdets interesser. Fællesrådet står bag byens hjemmeside, maarslet.net.

### Sport
Mårslets sportsklub er TMG, som står for Testrup Mårslet Gymnastikforening. Klubben har afdelinger for fodbold, håndbold, gymnastik, basketball, volleyball, badminton, tennis, dart, petanque og almindelig motion (træningscenter, løbeskole, cykelmotion). I 2007 og 2016 opnåede klubbens fodboldafdeling sine største succeser nogensinde siden stiftelsen i 1868. I 2007 vandt klubbens førstehold (beliggende i Serie 6) JBU's pokalturnering som det lavest rangerede hold i turneringens historie. I 2016 kom førsteholdet efter to oprykninger i træk, i Serie 2.

### Mårslet-Bladet
Mårslet-Bladet er et lokalt blad, der udkommer fysisk hver måned, undtagen i august og februar.
Det er frivillige, som laver Lokalbladet, der indeholder stof fra Mårslet Fællesråd, skolen, idrætsklubben TMG og kirkebladet.